# 748 Air Services
748 Air Services es una aerolínea chárter con base en Kenia.

## Historia
748 Air Services fue fundada en 1994 para cubrir las necesidades de las ONG que atienden en partes remotas de Sudán y otros países del este de África. Desde su concepción, 748 ha crecido hasta convertirse en una aerolínea chárter a la demanda atendiendo a la demanda de la población en general, así como a los gobiernos regionales e internacionales y el sector privado. La flota ha crecido hasta alcanzar los once aviones que conforman ocho tipos de aviones diferentes.

## Flota
La flota de 748 Air Services incluye los siguientes aviones (en noviembre de 2010):
- 1 Antonov 12
- 1 Antonov 26
- 1 Antonov 28
- 3 Antonov 32
- 1 BAe 748 Series 2B
- 2 Bombardier Dash 8 Q100
- 1 Hawker Siddeley Andover C.1
- 1 Let L-410

## Accidentes e incidentes
- En marzo de 2003, el Hawker Siddeley Andover 3C-KKB de 748 Air Services quedó dañado durante el aterrizaje en el aeropuerto de Rumbek tras un fallo de motor.[2]
- En diciembre de 2009, el British Aerospace BAe-748-398 Srs. 2B 5Y-YKM de 748 Air Services quedó dañado cuando se salió de pista en el aeropuerto de Tonj, Estado de Warrap, sur de Sudán. Ninguno de los ocupantes resultó herido, pero una mujer en tierra murió después de ser golpeada por el avión.[3]